# Acromastigum integrifolium
Acromastigum integrifolium là một loài rêu tản trong họ Lepidoziaceae. Loài này được (Austin) A. Evans miêu tả khoa học lần đầu tiên năm 1900.